# Mareike Adams

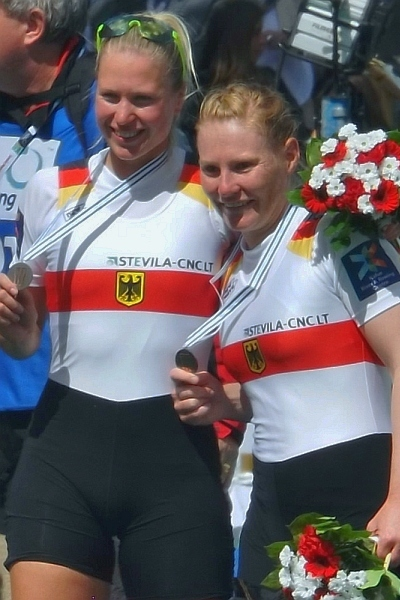
Julia Lier und Mareike Adams (rechts) bei der WM 2015

Mareike Adams (* 27. Februar 1990 in Wetzlar) ist eine deutsche Ruderin.
Adams begann 2002 mit dem Rudersport bei der RG Wetzlar. Bei den Junioren-Weltmeisterschaften 2007 gewann sie den Titel im Doppelvierer, bei den Junioren-Weltmeisterschaften 2008 siegte sie zusammen mit Clara Karches im Doppelzweier. 2009 belegte sie bei den U23-Weltmeisterschaften den fünften Platz mit dem Achter, 2010 siegte sie zusammen mit Lena Möbus, Juliane Domscheit und Julia Lier im Doppelvierer. 2011 gewann sie mit Daniela Schultze im Doppelzweier, 2012 in ihrem letzten U23-Jahr belegte sie im Doppelvierer zusammen mit Ulrike Törpsch, Judith Sievers und Marie-Cathérine Arnold den zweiten Platz bei den U23-Weltmeisterschaften hinter den Australierinnen.
Bei den Europameisterschaften 2013 ruderte sie mit Lisa Schmidla auf den vierten Platz im Doppelzweier, bei den Weltmeisterschaften erreichte sie mit Julia Lier den fünften Platz. 2014 gewann bei den Europameisterschaften in Belgrad gewannen Marie-Cathérine Arnold, Julia Lier, Julia Richter und Mareike Adams die Silbermedaille hinter dem belarussischen Doppelvierer. Bei den Weltmeisterschaften 2014 belegte sie zusammen mit Julia Richter den achten Platz im Doppelzweier. 2015 ruderten Julia Lier und Mareike Adams im Doppelzweier. Die beiden belegten den vierten Platz bei den Europameisterschaften, bei den Weltmeisterschaften erhielten sie die Bronzemedaille hinter den Neuseeländerinnen und den Griechinnen. Bei den Ruder-Europameisterschaften 2016 erhielten Adams und Lier die Silbermedaille hinter dem Boot aus Belarus. Sie startete bei den Olympischen Spielen 2016 mit Marie-Cathérine Arnold im Doppelzweier und belegte den siebten Platz.
Die 1,74 m große Adams begann bei der Rudergesellschaft Wetzlar 1880, wechselte aber später zu ETuF Essen.